# Karl Viktor Müllenhoff
Karl Viktor Müllenhoff (né le 8 septembre 1818 à Marne mort le 19 février 1884 à Berlin) était un médiéviste prussien spécialiste en germanistique.
En 1854, Müllenhoff est nommé professeur de littérature et de civilisation antique à l'université de Kiel et en 1858 professeur de philologie allemande à l'université Frederic Guillaume de Berlin. En 1861, il entre à la Société sans loi de Berlin, une société militant pour la réforme de la Prusse après les batailles de Jena et Auerstedt.
En 1863, Müllenhoff développe la théorie de la continuité de la langue écrite depuis l'époque du vieux haut-allemand.

## Œuvres
- Sagen, Märchen und Lieder der Herzogthümer Schleswig, Holstein und Lauenburg. Kiel 1845
- Zur altitalischen Sprachkunde. Halle 1852
- Zur Geschichte der Nibelunge Not. Braunschweig 1855
- Arthur Amelung;  Oskar Jänicke;  Karl Viktor Müllenhoff: Ortnit : und die Wolfdietriche. Berlin: Weidmannsche Buchhandlung, 1871-1873
- Paradigmata zur deutschen Grammatik : zum Gebrauch für Vorlesungen. 5. Aufl. Berlin: Hertz, 1881